# Theodor Bilharz
Theodor Maximilian Bilharz (23. března 1825 Sigmaringen – 9. května 1862 Káhira) byl německý lékař, průkopník tropického lékařství a parazitologie. 
Byl synem hohenzollernského dvořana a od dětství se zajímal o přírodní vědy. Původně studoval na Freiburské univerzitě filozofii, seznámil se zde s anatomem Friedrichem Arnoldem a na jeho radu vystudoval medicínu na Univerzitě Tübingen. Napsal dizertační práci o krvi bezobratlých a byl asistentem Karla von Siebolda v oboru srovnávací anatomie. V roce 1850 přijal nabídku Wilhelma Griesingera na společnou pracovní cestu do Egypta, kde Abbás paša hledal odborníky na zdravotnictví. Bilharz působil v káhirské nemocnici Kasr el-Ejni a přednášel anatomii na zdejší lékařské škole. Jako vojenský lékař získal v roce 1855 hodnost kajmakam.
Při zkoumání parazitárních onemocnění Bilharz pracoval s materiálem ze starověkých mumií i od dělníků pracujících na stavbě Suezského průplavu. Zaměřil se na známé místní onemocnění projevující se krvavou močí, pro které Commission des sciences et des arts nazvala Egypt „země menstruujících mužů“. Podařilo se mu odhalit, že jeho původcem je motolice krevnička močová; Heinrich Meckel von Hemsbach nemoc podle něj pojmenoval bilharzióza, později se prosadil název schistosomóza. Objevil také tasemnici dětskou a střevního parazita Heterophyes heterophyes. Podnikl řadu výzkumných cest po Egyptě a popsal nový druh ryby, afrotetru velkošupinnou. Napsal odborné pojednání o způsobu, jakým pasumec elektrický vytváří elektrické pole. 
Theodor Bilharz zemřel ve 37 letech na břišní tyfus, kterým se nakazil, když léčil vévodkyni Alexandrinu Bádenskou při cestě do Massawy. Ke stému výročí jeho úmrtí byl v Gíze roku 1962 otevřen Theodor Bilharz Research Institute zaměřený na výzkum tropických chorob. Je po něm pojmenován kráter Bilharz na Měsíci. Lékařem se stal i jeho bratr Alfons Bilharz, známý také jako autor filozofických spisů v schopenhauerovském duchu.